# Navlab

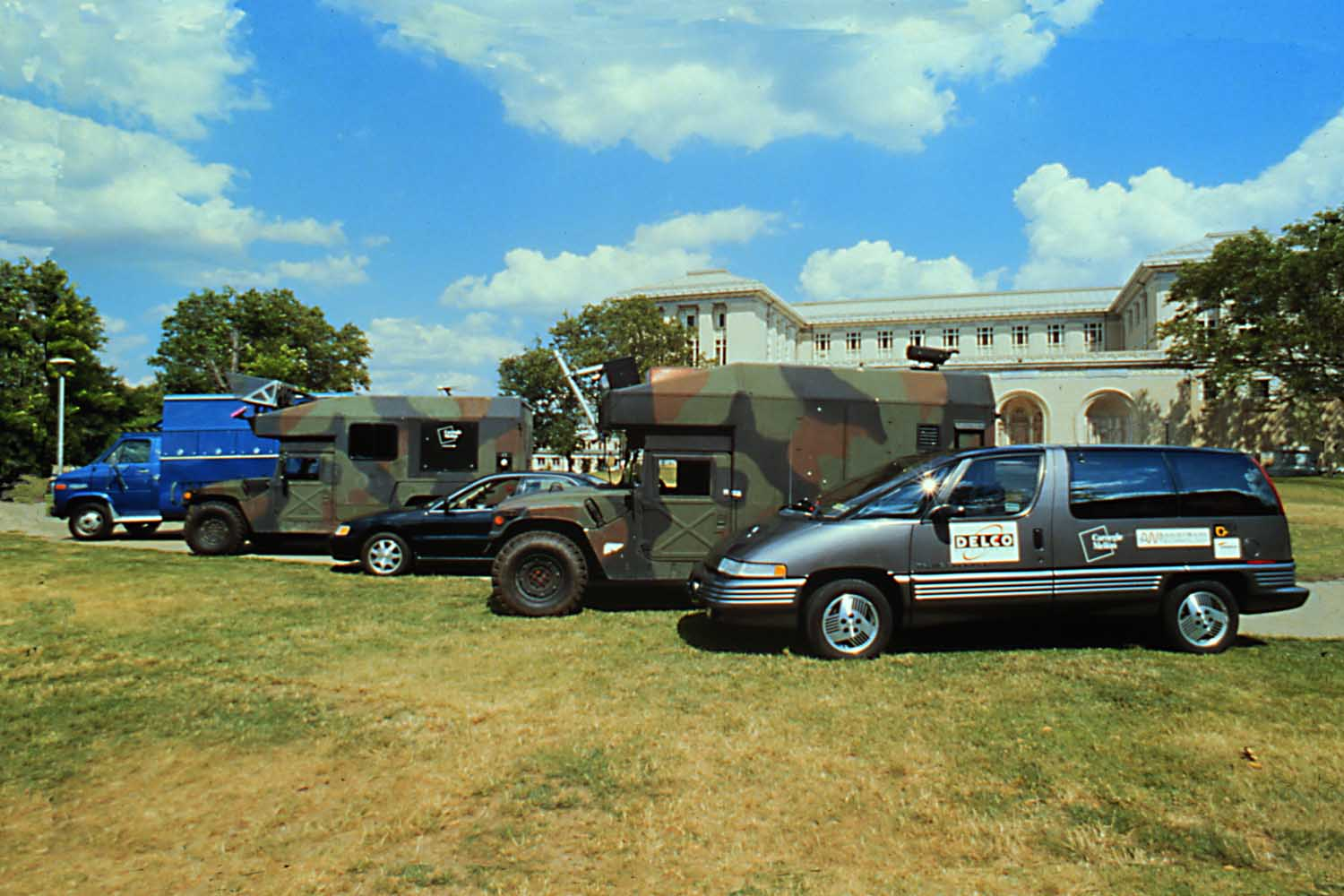
Автономные автомобили Navlab. Navlab 1 (крайний слева) разрабатывался с 1984 по 1986 гг. Navlab 5 (крайний справа), законченный в 1995 году, стал первым автомобилем, который автономно проехал от одного побережья США до другого

Navlab — серия автономных и полуавтономных транспортных средств, разработанных командами Института робототехники Школы компьютерных наук Университета Карнеги-Меллон.
Более поздние модели производились в новом отделе, созданном специально для исследований, под названием «Навигационная лаборатория Университета Карнеги-Меллон».
Примечательно, что Navlab 5 преодолел почти весь путь от Питтсбурга до Сан-Диего.

## История
Исследования транспортных средств с компьютерным управлением начались в Карнеги-Меллоне в 1984 году в рамках Инициативы стратегических вычислений DARPA , а производство первого транспортного средства, Navlab 1, началось в 1986 году.

## Применение
Транспортные средства серии Navlab были разработаны для различных целей: «… разведка на бездорожье; автоматизированные автомагистрали; предотвращение столкновений на бездорожье; и помощь водителю при маневрировании в густонаселённых городских условиях. Наша текущая работа включает в себя обнаружение пешеходов, зондирование окружающего пространства и зондирование ближнего радиуса действия для управления транспортным средством.»
Было разработано несколько типов транспортных средств, в том числе "…автомобили-роботы, фургоны, внедорожники и автобусы.

## Транспортные средства
Институт выпускал автомобили с обозначениями Navlab от 1 до 10. Транспортные средства были в основном полуавтономными, хотя некоторые из них были полностью автономными и не требовали участия человека. Navlab 1 был построен в 1986 году на базе фургона Chevrolet. В фургоне было 5 стоек с компьютерным оборудованием, включая 3 рабочие станции Sun, видеооборудование и GPS-приёмник, а также суперкомпьютер Warp. Автомобиль страдал от ограничений программного обеспечения и не был полностью функциональным до конца 80-х годов, когда он достиг максимальной скорости 20 миль в час (32 км/ч). Navlab 2 был построен в 1990 году с использованием HMMWV армии США. Мощность компьютера для этого нового автомобиля была увеличена за счёт трёх компьютеров Sparc 10 «для обработки данных высокого уровня» и двух компьютеров на базе 68000, «используемых для управления низким уровнем». Hummer был способен ездить как по бездорожью, так и по дороге. При движении по пересечённой местности его скорость была ограничена до максимальной скорости 6 миль в час (9,7 км/ч). Когда Navlab 2 двигался по дороге, он мог развивать скорость до 70 миль в час (110 км/ч). Navlab 1 и 2 были полуавтономными и использовали «… энкодеры рулевого колеса и приводного вала, а также дорогую инерциальную навигационную систему для оценки положения». Navlab 5 использовал минивэн Pontiac Trans Sport 1990 года выпуска. В июле 1995 года команда отправилась на нём из Питтсбурга в Сан-Диего в испытательную поездку, получившую название «Без рук по всей Америке», при этом система проехала все, кроме 50 из 2850 миль, со средней скоростью более 60 миль в час. В 2007 году Navlab 5 был добавлен в список призывников 2008 года Зала славы роботов. Оба Navlabs 6 и 7 были построены на Pontiac Bonnevilles. Navlab 8 был построен на базе фургона Oldsmobile Silhouette. Navlabs 9 и 10 были построены на базе транзитных автобусов Хьюстона.